# Apoplophora heterotricha
Apoplophora heterotricha är en kvalsterart som beskrevs av Sandór Mahunka 1987. Apoplophora heterotricha ingår i släktet Apoplophora och familjen Mesoplophoridae. Inga underarter finns listade i Catalogue of Life.